# トーマス・セウェル
トーマス・セウェル（Thomas Sewall、1786年4月16日 - 1845年4月10日）は、アメリカ合衆国の医師、作家、教授である。墓盗人をして、有罪になり悪名高かったが、その後教授となった。  
彼は、米国メイン州ハロウェルで生まれ、1812年8月にハーバード・メディカルスクールを卒業し、医業に就いた。1819年に、マサチューセッツ州イプスウィッチでの複数回の墓泥棒を行い、逮捕、起訴され、有罪となった。マサチューセッツ州を追放され、医師としてのキャリアを再出発するため、首都ワシントンD.C.へ向かった。1825年にコロンビアン大学（後のジョージ・ワシントン大学）の創立に関わり、解剖学の教授となった。
今日において彼は、8枚のアルコール性胃疾患のスケッチで知られている。このスケッチの彩色した石版画が製作され、禁酒、節酒を促進するために広く配布された。また、頭蓋の大きさと形状を研究する疑似科学である骨相学の反対論者でもあった。